# Pragmática Sanción de 1830
La Pragmática Sanción de 1830 fue una pragmática sanción aprobada por Fernando VII de España el 29 de marzo de 1830 que vino a promulgar la Pragmática de 1789, aprobada por las Cortes de aquel año a instancias del rey Carlos IV y que, por razones de política exterior, no había llegado a entrar en vigor. La Pragmática de 1789 anulaba el Auto acordado de 10 de mayo de 1713 de Felipe V que, excepto en casos muy extremos, imposibilitaba a las mujeres acceder al Trono, por lo que comúnmente es denominada «Ley Sálica» aunque técnicamente no lo fuera. La Pragmática Sanción de 1789 restablecía de este modo el sistema de sucesión tradicional de las Siete Partidas de Alfonso X de Castilla, según el cual las mujeres podían reinar si no tenían hermanos varones. 
La Pragmática de 1830, explicadas las razones por las que se mantuvo en secreto la Ley decretada por Carlos IV, se limitaba a publicar el texto aprobado en 1789. En palabras del historiador Federico Suárez Verdeguer:

La Pragmática Sanción de 1830 no es otra cosa sino la publicación del acuerdo de las Cortes de 1789 convertido en Ley fundamental; por tanto, la vuelta a la Ley de Partidas y al derecho de las hembras a la sucesión.

## La Pragmática Sanción de 1789
En 1789 las Cortes aprobaron por unanimidad el retorno al sistema de sucesión tradicional y el abandono de la ley introducida por Felipe V en 1713. Sin embargo, la Pragmática que decretaba este cambio nunca llegaría a publicarse y, por tanto, no tuvo plena validez jurídica. Esto se debió a razones de política exterior, según explicó el conde de Floridablanca, entonces secretario de Estado:

No pareció conveniente indisponerse con ambas Cortes [Francia y Nápoles, donde reinaban sendas ramas de los Borbones] ni acelerar la publicación de un acto que ya está completo en la substancia, aunque reservado.

## Publicación de la Pragmática

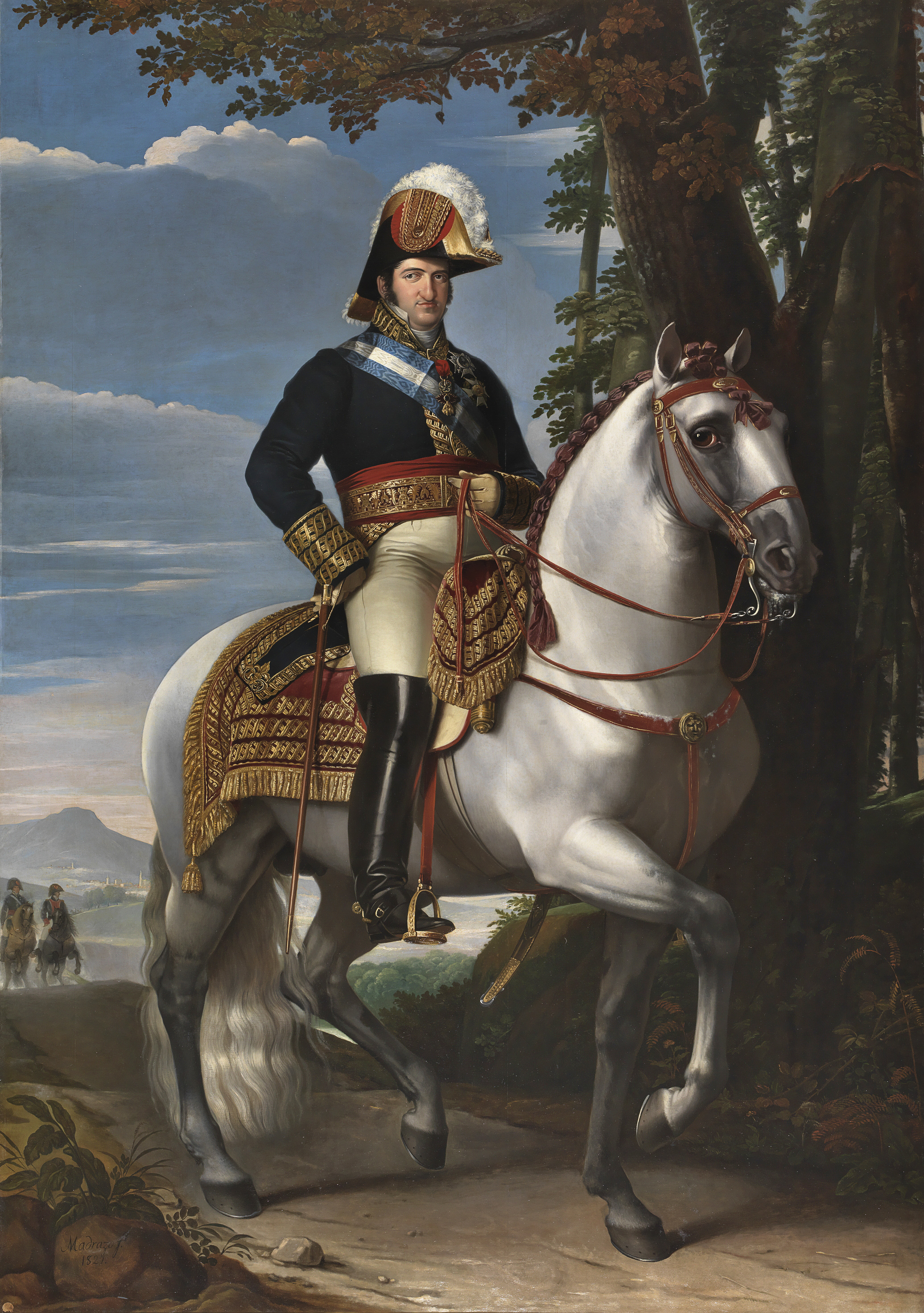
Retrato de Fernando VII a caballo (1829).

A principios de 1829, cuando todavía vivía su esposa María Josefa Amalia de Sajonia, Fernando VII hizo testamento aunque no llegó a traducirse en escritura pública por la repentina muerte de la reina pocas semanas después. En él Fernando VII decía: «Así mismo es mi voluntad que si fuese infanta la que dejare a mi fallecimiento o la que sobreviva a los demás hijos míos varones entre igualmente a suceder en los términos expresados, sin embargo de lo prevenido en contrario por el nuevo reglamento sobre la sucesión de estos reynos [sic], que hizo mi augusto bisabuelo D. Felipe 5º a diez de mayo de 1713, el cual derogo expresamente usando mi soberano poder, en que no reconozco superioridad en la tierra». Como ha comentado Emilio La Parra López, «el rey no podía ser más claro sobre la abolición de la ley Sálica. Para tomar esta decisión no consideraba necesaria la convocatoria de Cortes, como se hiciera en 1789, porque bastaba su autoridad absoluta. Así pues, podía heredar la corona una mujer».
Tras la muerte de la reina el 17 de mayo de 1829 el rey Fernando VII anunció en septiembre que iba a casarse de nuevo. La elegida para ser su esposa fue la princesa napolitana María Cristina de Borbón-Dos Sicilias, sobrina de Fernando y 22 años más joven que él. Se casaron el 10 de diciembre y pocos meses después Fernando VII hacía pública la Pragmática Sanción de 1789; de esta forma Fernando VII se aseguraba que, si por fin tenía descendencia, aunque fuera niña ésta le sucedería. A principios de mayo de 1830 se anunció que la reina María Cristina estaba embarazada y el 10 de octubre de 1830 nació una niña, Isabel, por lo que su hermano Carlos María Isidro, el heredero hasta entonces, quedó fuera de la sucesión al trono, para gran consternación de sus partidarios ultraabsolutistas. Solo tres días después Fernando VII promulgó un decreto por el que ordenaba «que se hagan los honores como al Príncipe de Asturias» a su hija recién nacida, «por ser su heredera y legítima sucesora de su corona mientras Dios no le conceda un hijo varón» —el 30 de enero de 1832 María Cristina daría a luz de nuevo a una niña: Luisa Fernanda de Borbón—.
Basándose en el testamento de principios de 1829, Emilio La Parra López ha concluido que Fernando VII tomó la decisión de la vuelta al orden sucesorio tradicional de Castilla antes de su matrimonio con María Cristina y que «no necesitó presiones de nadie, porque era una idea bien arraigada en él. La Pragmática Sanción de marzo de 1830, por tanto, no fue sino la plasmación oficial y pública de un deseo del rey expresado con toda claridad al menos un año antes y a su entender con plena legitimidad».
En testamento definitivo, otorgado en Aranjuez el 12 de junio de 1830 (cuando hacía un mes que se había anunciado el embarazo de la reina), Fernando VII ya no mencionó la Ley Sálica, pues la Pragmática ya se había promulgado, y dio por hecho que le sucedería un hijo o hija. En el mismo nombraba a su esposa María Cristina «regenta y gobernadora de toda la monarquía, para que por sí sola la gobierne y rija», hasta que su heredero o heredera cumpliera los dieciocho años. De esta forma dejaba fuera de la Regencia a su hermano don Carlos, de ahí que el testamento se mantuviera secreto. Fue guardado tan en secreto que cuando murió Fernando VII pasaron unas horas de confusión hasta que pudieron encontrarlo en un cajón oculto.

## Consecuencias
Los partidarios de Carlos María Isidro, denominados «carlistas», no se resignaron a que la recién nacida Isabel fuera la futura reina e intentaron aprovechar su primera oportunidad con motivo de la enfermedad del rey Fernando, lo que dio lugar a los denominados «sucesos de La Granja» del verano de 1832. Tras presionar a la reina María Cristina consiguieron que ésta lograra que el 18 de septiembre el rey, que parecía a punto de morir, firmara la anulación de la Pragmática, pero inesperadamente Fernando VII recobró la salud y el 31 de diciembre anuló el decreto derogatorio que jamás se había promulgado (pues el rey lo había firmado con la condición de que no se publicase hasta después de su muerte), pero que los «carlistas» se habían encargado de divulgar. De esta forma Isabel, de dos años de edad, volvía a ser la heredera al trono.
Según una confidencia que escribiría María Cristina a su hija Isabel diez años después, habría sido la infanta Carlota, liberal convencida y enemiga de Don Carlos, quien presionó a Fernando VII en su lecho de muerte para que firmase la anulación del decreto derogatorio, ante la falta de interés del rey agonizante y la indecisión de su esposa.
A partir de su apartamiento del poder con la formación del nuevo gobierno encabezado por el absolutista «reformista» Francisco Cea Bermúdez, y alentados por la negativa del propio Carlos a prestar juramento de fidelidad a su sobrina Isabel como princesa de Asturias y heredera al trono, los «ultraabsolutistas» adoptaron una posición de rebelión de facto frente a Fernando VII. El rey reaccionó obligando a su hermano a que abandonara España, y el 16 de marzo de 1833 Carlos María Isidro y su familia se marchaban a Portugal. Unos meses después, el 29 de septiembre de 1833, el rey Fernando VII moría, iniciándose una guerra civil por la sucesión a la Corona entre los «isabelinos» —partidarios de Isabel II—, también llamados «cristinos» por su madre, que asumió la regencia, y los «carlistas» —partidarios de su tío Carlos María Isidro—.